# Tratado de Bassein (1534)

Islas de Bombay al sur de Baçaim que quedaron bajo control portugués

El Tratado de Baaz, también conocido como Tratado de Bassein, fue firmado por el sultán Bahadur Shah de Gujarat y Portugal el 23 de diciembre de 1534 a bordo del galeón Mateo. Sobre la base de los términos del acuerdo, Portugal obtuvo el control de la ciudad de Bassein, así como de sus territorios, islas y mares. Los territorios que quedaron bajo control portugués fueron las siete islas de Bombay: Colaba, Pequeña Colaba o Isla de la Anciana, Isla de Bombay, Mazagaón, Worli, Matunga y Mahim, así como la isla de Salsete, Daman y Diu, Thane, Kalyan y Chaul.